# De Nieuwe Koers
De Nieuwe Koers is een christelijk, in Nederland verschijnend opinietijdschrift. Het verschijnt tien keer per jaar en heeft een oplage van ongeveer 3.000 exemplaren. Het blad heette tot september 2012 cv·koers. Hoofdredacteur is Felix de Fijter.

## Geschiedenis

### Koers
Het van oorsprong protestantse dagblad Trouw kreeg vanaf de jaren zestig een progressievere toon, iets waar veel orthodox-gereformeerden zich niet in konden vinden. Op 12 oktober 1968 werd de Reformatorisch-Christelijke Persstichting Koers opgericht. De initiatiefnemer daarachter was Jan Hendrik Velema. Andere betrokkenen waren onder anderen Jan van der Graaf, Herman Hegger en Johan Rippen. De naam Koers werd bedacht door de christelijk-gereformeerde predikant J.C. Maris.
De oorspronkelijke opzet was om Koers als dagblad te laten verschijnen, maar de basis daarvoor was veel te smal. Vanaf maart 1970 verscheen het blad als tweewekelijks tijdschrift. De eerste hoofdredacteur was Huub Verweij, oud-redacteur bij de communistische krant De Waarheid. Een andere prominente redacteur was Rik Valkenburg. Verder leverden Emerson Vermaat en Aad Wagenaar veel bijdragen in de eerste jaren van het bestaan.
Het aantal abonnees steeg in de loop van de jaren zeventig naar zesduizend, maar daar kwam aan het einde van dat decennium de klad in en het daalde naar vierduizend. Het bestuur, met Velema nog steeds aan het hoofd, overwoog het blad op te heffen. Er was veel onvrede in het bestuur over de conservatie toon van de redactie. Er werd contact gezocht met de EO-medewerkers Andries Knevel en Ad de Boer en de redactie van het Nederlands Dagblad. Uiteindelijk kwam daar niets concreets uit voort, omdat de Vrijgemaakte achterban van het ND het niet zag zitten dat hun lijfblad met anders-kerkelijken zou samenwerken. Vervolgens boden Knevel en De Boer in 1983 aan dat zijzelf Koers wel wilden hervormen. Het bestuur ging daarmee akkoord en De Boer trad aan als nieuwe hoofdredacteur. Tot dan toe had de redactie zich vooral gericht op defensie, internationale politiek en de wapenwedloop en was qua toonzetting vrij conservatief van aard. De oude redactie, met daarin Vermaat en Valkenburg, werd bedankt voor bewezen diensten. De nieuwe redactie besloot meer discussie toe te laten in het blad en de onderwerpkeuze te verbreden. Zo kwam er meer plek voor thema's als gezin, economie en ethiek. De nieuwe Koers had succes, want het aantal abonnees steeg in twee maanden tijd met duizend.
Knevel en De Boer vormden tot 1995 de redactie, maar hun activiteiten bij de EO slokten steeds meer tijd op. In 1995 trad Paul Meinders aan als nieuwe hoofdredacteur. Op de christelijke tijdschriftenmarkt had Koers te maken met toenemende concurrentie, onder andere door de komst van het opinieblad Christen Vandaag, het vrouwenblad Eva en het succes van het evangelische maandblad Uitdaging. In 1999 fuseerde Koers met haar grootste concurrent Christen Vandaag. Op dat moment had het blad tussen de zes- en zevenduizend abonnees.

### Christen Vandaag
Aad Kamsteeg begon in 1997 met de uitgave van het bovengenoemde Christen Vandaag, een vrije vertaling naar het Amerikaanse blad Christianity Today. Een verschil ten opzichte van Koers was dat het nieuwe blad zich meer richtte op het persoonlijke geloofsleven en minder op maatschappelijke ontwikkelingen. Toen het blad zo'n twee jaar later fuseerde met Koers had het ongeveer vierduizend abonnees.

### Fusieblad cv·koers
cv·koers ontstond in 1999 uit een samentrekking van het blad Koers zoals bovenstaand beschreven en Christen Vandaag (het 'cv' in de nieuwe naam was dan ook een afkorting van Christen Vandaag). Tot juli 2011 werd het blad uitgegeven door Inspirit Media, dat in die maand failliet raakte, waarna uitgeverij Jongbloed het overnam.

### De Nieuwe Koers
Vanaf september 2012 verschijnt het blad als De Nieuwe Koers, gerestyled en met minder edities per jaar, die wel meer pagina's omvatten, met bovendien tweemaal per jaar een dubbeldik nummer. De Nieuwe Koers geeft achtergronden en doet aan opinievorming bij actueel maatschappelijk, politiek en kerkelijk nieuws. Daarnaast is er plaats ingeruimd voor een Bijbelstudie, boek- en filmrecensies en een cultuur- en evenementenagenda.
In september 2013 verscheen in samenwerking met ontwikkelingsorganisatie Tear het blad deels als de Goot 500, een lijst met vijfhonderd wereldburgers die 'anders rijk' zijn door hun streven naar een eerlijker wereld, een christelijk-sociale parodie op de jaarlijks verschijnende Quote 500.
Eind december 2013 maakte De Nieuwe Koers bekend dat het blad per 1 januari 2014 zelfstandig doorging onder de nieuwe Stichting Christelijk Medianetwerk, nadat Jongbloed in een bezuinigingsoperatie had besloten het tijdschrift af te stoten. Deze speciaal voor De Nieuwe Koers in het leven geroepen stichting zou mogelijk ook onderdak gaan bieden aan andere christelijke media. De verschijningsfrequentie van het blad werd gewijzigd van acht maal per jaar naar elke maand (minus een zomer- en winterstop, dus tien keer per jaar).
Met ingang van 1 januari 2017 gaf Vakmaten Uitgevers het magazine uit. Felix de Fijter en Jasper van den Bovenkamp, die sinds 2015 al de eindredactie voeren over het blad, namen hiermee ook de hoofdredactie over. Met ingang van 1 januari 2019 is Felix de Fijter de hoofdredacteur, nadat Jasper van den Bovenkamp afscheid nam van Vakmaten Uitgevers. Het blad werd in april van datzelfde jaar overgenomen door Nedag, de uitgever van het Nederlands Dagblad.

## Inhoudelijke richting
De identiteit van het blad (voorheen: bladen) heeft diverse wijzigingen ondergaan. Koers zette zich bewust af tegen de progressieve vormen van christendom en stond bekend als conservatief. Christen Vandaag was relatief traditioneel, maar in de achterban vooruitstrevend. Het resultaat van de fusie, CV.Koers, zette die toon voort. Bij de naamswijziging naar De Nieuwe Koers (door toenmalig hoofdredacteur Karel Smouter) kreeg het blad het motto "Hoopvol realistisch" en een progressiever imago mee.

## Bekende (oud-)medewerkers
De volgende bekende personen hebben voor De Nieuwe Koers (voorheen cv·koers) geschreven (of doen dat nog steeds):
- Ad de Boer, voormalig EO-directeur – oud-eindredacteur van voorganger Koers
- Aad Kamsteeg, EO-medewerker en oud-hoofdredacteur – recensent
- Tim Keller, Amerikaans predikant – preken
- Andries Knevel, EO-presentator – oud-eindredacteur van voorganger Koers
- Gerard de Korte, bisschop van het bisdom Groningen-Leeuwarden – columnist
- Roel Kuiper, historicus en politicus – columnist
- Marjan Moolenaar, buitenlandcoördinator van het Radio 1-programma De Ochtenden – columnist
- Stefan Paas, theoloog aan o.a. Vrije Universiteit Amsterdam – columnist
- André Rouvoet, voormalig leider en minister ChristenUnie – columnist
- Reinier Sonneveld, schrijver van theologisch werk – columnist, verdiepende artikelen

## Hoofdredacteuren
- Aad Kamsteeg (1999-2005)
- Ronald Westerbeek (2005-2011)
- Karel Smouter (2012-2013)
- Arie Kok (2013-2016)
- Jasper van den Bovenkamp (2017-2018)
- Felix de Fijter (2017-heden)

## Oplagecijfers
Volgens HOI, Instituut voor Media Auditing (tot 2010):
- 2004: 12.885
- 2005: 13.954
- 2006: 11.564
- 2007: 11.292
- 2008: 9.341
- 2009: 8.366
- 2010: 7.445
- 2016: 6.000
- 2019: 3.000[1]